# 文武大王面
文武大王面（：／ Munmudaewang-myeon */?）是大韩民国庆尚北道庆州市下辖的一个面。
舊名陽北面，2021年4月1日起改名文武大王面，名字源於朝鮮歷史上統一朝鮮半島的文武王。

## 主要设施
- 祗林寺
- 感恩寺址
- 感恩寺址三層石塔
- 文武大王陵